# كتلشولم (تشيشير)
كتلشولم (بالإنجليزية: Kettleshulme)‏ هي قرية وأبرشية مدنية تقع في المملكة المتحدة في إنجلترا. يقدر عدد سكانها بـ 353 نسمة.

## أعلام
- برايان جاكسون